# Derek Mears
Derek Mears (tên đầy đủ: Derek Micheal Mears, sinh ngày 20 tháng 5 năm 1970 tại Bakersfield, tiểu bang California, Mỹ) là một nam diễn viên người Mỹ. Anh được biết đến với vai diễn Jason Voorhees trong phim kinh dị Thứ Sáu ngày 13 năm 2009.

## Sự nghiệp
Là một siêu sao đóng thế các phim truyện và phim truyền hình, Derek Mears là một diễn viên đóng thế chuyên nghiệp thành công nhất từ trước tới nay khi thủ vai nhân vật sát thủ huyền thoại Jason Voorhees trong loạt series Friday the 13th.
Anh xuất hiện trong khá nhiều phim nhựa nổi tiếng như Zathura, The Hills Have Eyes 2, Pirates of the Caribbean: Dead Man's Chest, Indiana Jones and the Kingdom of the Crystal Skull trong số đó còn có những phim tiêu biểu như Alias, Nash Bridges, Men in Black II, The Shield, CSI NY, My Name Is Earl, Mr. & Mrs. Smith, CSI Miami, Blades of Glory, Wild Wild West.
Ngoài Derek Mears thủ vai Jason Voorhees thành công ra thì còn có một diễn viên khác cũng thành công không kém anh ta đó là Kane Hodder từng thủ vai liên tiếp trong các series phim chính bao gồm Friday the 13th Part VII: The New Blood, Friday the 13th Part VIII: Jason Takes Manhattan, Jason Goes To Hell: The Final Friday và cuối cùng là dừng chân tại bộ phim Jason X trong loại series phim Friday the 13th.